# 読売システック
株式会社読売システック（よみうりシステック）は、読売グループのシステム・機械設備の保守管理会社、システムインテグレーター（ユーザー系）。

## 概要
- 企業名　株式会社読売システック
- 沿革　2005年（平成17年）4月　設立
- 資本金　20,000,000円
- 本社所在地　東京都千代田区大手町1-7-1　読売新聞ビル内